# Eine Frau fürs ganze Leben
Eine Frau fürs ganze Leben ist eine deutsche Filmkomödie von 1960 unter der Regie von Wolfgang Liebeneiner. Neben Ruth Leuwerik werden die weiteren Hauptrollen von Klausjürgen Wussow, Harry Meyen und Gustav Knuth gespielt. 

## Handlung
Der Militärmusiker Barnebusch, der im III. Garderegiment von Kaiser Wilhelm II. dient, hat beschlossen, seine Tochter Margarete zu verheiraten. Er ist der Meinung, dass Margarete sich unter den Männern seines Musikzuges einen auswählen soll. Diese sind fast alle hingerissen von der charmanten jungen Frau, die neben allen Vorzügen, die sie auszeichnen, auch noch ausgezeichnet Trompete spielen kann. Barnebusch stellt seiner Tochter erfolglos einen nach dem anderen seiner Männer vor und meint dann entnervt, dass sie den nächsten, der das Zimmer betrete, heiraten werde, er werde jetzt erst einmal eine Vorauswahl treffen. Währenddessen klopft es an der Tür und Oberleutnant Baron Ernst Ewald von Bergen betritt den Raum, um Barnebusch Nachricht vom Kaiser zu bringen. Der junge Mann gefällt Margarete ausnehmend gut, und so lädt man ihn auf ein Glas Wein ein. Als er leicht angeheitert von dannen zieht, versichert er Margarete, dass er sich sofort in sie verliebt habe. Nicht lange danach treffen beide sich zu einer Ruderpartie und es kommt zum ersten Kuss. Als sie anschließend Kameraden des Oberleutnants treffen, hört Margarete erstmals den Namen Irene von und zu Wachenheim und lernt die Baroness kurz darauf persönlich kennen. Ewald von Bergen stellt sie einander jeweils als seine Verlobte vor. Die Baroness lässt Margarete daraufhin wissen, dass ihr Bruder ein ganz ausgezeichneter Pistolenschütze sei, der von Bergen zum Duell fordern werde. Margarete gesteht Ewald daraufhin, dass auch sie ein Vorleben gehabt habe und Leutnant Karl Degenhardt, so heiße der Mann, wahrscheinlich immer noch in sie verliebt sei. Die Männer lernen sich kennen und mögen sich sogar.
Am nächsten Morgen wird von Bergen die Forderung des Freiherrn von Wachenheim zum Duell überbracht. Heimlich beobachtet Margarete die Schießkünste des Freiherrn und überlegt sich eine Finte, die auch tatsächlich klappt, sodass von Wachenheim nicht rechtzeitig zum Duell erscheinen kann, was für ihn Ehrverlust und Abschied aus der Armee bedeutet. Doch nur kurze Zeit später begibt sich Baron von Bergen erneut in Gefahr, als er für den erkrankten Degenhardt einspringt und am Flugtag, bei dem auch der Kaiser anwesend ist, dessen Dreidecker steuert. Trotz eines heftigen Niesanfalls in der Luft schafft er es, die Maschine wieder heil zu landen, und nicht nur das, er gewinnt auch den ersten Preis für seine Flugkünste und wird vom Kaiser persönlich geehrt. Kurz darauf heiraten Margarete und Ewald.
Nach einem Jahr wird dem Paar eine kleine Tochter geboren, Rufname Ursula. Fast zwanzig Jahre sind ins Land gezogen und Ursula studiert inzwischen Musik und bläst Trompete in einem kleinen Tanzlokal. Eines Tages besuchen die von Bergens ihre Tochter, die die pommerschen Güter verlassen hat, in Berlin. Dort treffen sie zuerst mit ihrem alten Freund Kurt Degenhardt zusammen. Ewald erzählt ihm, dass der Zigarrenfabrikant Heinemann ihre Hypotheken aufgekauft habe und Gut Bergen höchstwahrscheinlich versteigert werde. Beim Zusammentreffen mit ihrer Tochter Ursula treffen Margarete und Ewald auf deren Freund Willy, der sehr moderne Ansichten vertritt und das Paar damit konfrontiert. Margarete, die in Erfahrung gebracht hat, dass Heinemann dem Okkultismus nicht abgeneigt ist, macht sich dessen Neigung zu eigen und nimmt Kontakt mit dem bei seinen Séancen anwesenden Medium Mathilde Kameke auf. Die Frauen sind sich einig, dass Mathilde Heinemann in der abendlichen Sitzung erzählen wird, dass eine Versteigerung von Gut Bergen ihm Unglück bringe. Daraufhin bietet Heinemann den von Bergens eine Verlängerung ihrer Hypothekendarlehen an und sogar ein weiteres Darlehen. Zwar will er alles wieder rückgängig machen, als er die wahren Hintergründe erfährt, lässt aber davon ab, als sich herausstellt, dass sein Sohn Willy sich mit Baroness Ursula von Bergen verlobt hat.
Ein weiteres Jahr ist vergangen und die Taufe der Enkelin der von Bergens wird gefeiert. Und auch sie wird eine begeisterte Trompetenspielerin, die einer Band vorsteht. Es ist Schwarzmarktzeit und Baronin von Bergen versteht es, auch hier mitzumischen. Ihre Tochter Ursula, deren Mann Willy und deren drei Söhne sind in Dänemark, nur die Enkelin Margarete, Rita gerufen, lebt bei den Großeltern. Der Ganove Schneider, der Margarete und ihre Fähigkeiten auf dem Schwarzmarkt beobachtet hat, bittet sie darum, ihr zu helfen, einen Koffer mit angeblich wertvollen Uhren aus einem von Polizei und amerikanischen Soldaten streng bewachten Konsulat zu holen, selbstredend gegen angemessene Beteiligung. Tatsächlich gelingt es der Baronin, den Koffer zu erhalten. Schneider und sein Kumpan sind jedoch zur selben Zeit in Polizeigewahrsam genommen worden. So nimmt Margarete den Koffer mit nach Hause. Als sie und ihr Mann ihn öffnen, finden sie jedoch keine Uhren, sondern die Krone Heinrichs II., die aus einem in einem Salzbergwerk eingelagerten Museumsbestand gestohlen wurde. Mitten in ihre Beratung, was nun geschehen soll, platzt ihr alter Freund Degenhardt hinein, der in Südamerika war. Am nächsten Tag, während die Herren bei der Polizei sind, stellen die von der Polizei bereits wieder entlassenen beiden Gauner bei Margarete alles auf den Kopf und bedrohen die Baronin sogar. Das alles endet in einer wilden Rangelei, da plötzlich auch Margaretes Familie, die jungen Musiker sowie die Polizei auftauchen. Am Ende finden sich alle in Polizeigewahrsam wieder.
Durch den hinzugezogenen Direktor des Museums klärt sich alles auf und natürlich werden Margarete und ihre Familie sowie die anderen Beteiligten, die nichts mit dem Raub zu tun hatten, sofort freigelassen. Ewald raunt seiner Frau, mit der er seit fast vierzig Jahren verbunden ist, zu: „Du bist doch die Beste!“

## Produktionsnotizen
Die Dreharbeiten fanden im Juli und August 1960 unter anderem auch oberhalb des Isartals statt. Zahlreiche Zaungäste wohnten ihnen bei. Produktionsfirma war die Bavaria Filmkunst AG in München-Geiselgasteig. Franz Xaver Lederle war für die Kameraführung verantwortlich, Robert Herlth und Robert Stratil für die Bauten. Im Film wird darauf hingewiesen, dass die Luftbildaufnahmen mit Hilfe der Deutschen Heliocopter-Dienst KG gemacht und vom BSTWV unter GS 33/1 freigegeben worden seien.
In der FSK-Prüfung am 13. September 1960 wurde Eine Frau fürs ganze Leben unter der Prüfnummer 23336 ab 6 Jahren freigegeben, am 7. Juli 1997 erfolgte eine 2. FSK-Prüfung unter der Nummer 23336. Uraufgeführt wurde der Film am 27. September 1960 im Burgtheater in Düsseldorf.
Im Vorspann des Films ist zu lesen: „Ein Schwank mit Musik aus der guten alten und neuen Zeit.“ Ruth Leuwerik drehte sechs weitere Filme unter der Regie von Wolfgang Liebeneiner, beginnend 1956 mit dem Erfolgsfilm Die Trapp-Familie und endend 1958 mit der Fortsetzung Die Trapp-Familie in Amerika. 1960 folgte dann zum Abschluss dieser Film.

## Kritik
Im Lexikon des internationalen Films sprach man von einer „Bilderbuchrolle für Ruth Leuwerik; Musik, Gemüt und Heiterkeit wetteifern um unverbindliche Bürgerunterhaltung“ war weiter zu lesen.
Das Hamburger Abendblatt urteilte in seiner Kritik im Oktober 1960 durchaus positiv und schrieb: „Leuwerik souverän, ihre üblichen Tränen- und Schmerzausbrüche durch einen stillen, feinen Humor ersetzend. In der humorlosen Wüste bundesdeutscher Filmlustspiele ist die nachdenkliche, abgeklärte Art des Witzes, ein lächelnder Rückblick ohne Selbstmitleid, nur zu begrüßen. Schlicht steht uns gut.“, schrieb jedoch in seiner Fernsehkritik zur Ausstrahlung im ZDF am 22. August 1964: „Die Kühnheit, auf die Neigung weiblicher Erstgeborener, Trompete zu blasen, einen ganzen Film aufzubauen, ist schon verwunderlich. Verwunderlicher ist, dass zum Drehbuchteam Leute wie Herbert Reinecker und Oliver Hassencamp gehörten und Liebeneiner persönlich die seltsamen Phantasien in Film umgoss. Am verwunderlichsten sind jedoch die Einkäufer des 2. Fernsehens, die die Nerven haben, ihr inzwischen verwöhntes Publikum mit diesem alten Film zu langweilen.“